# ブロディ・キング
ネイサン・トロイ・ブラウベルト（Nathan Troy Blauvelt, 1987年3月17日 - ）は、アメリカ合衆国カリフォルニア州ヴァン・ナイズ出身のプロレスラー。AEWにてブロディ・キング（Brody King）のリングネームで所属。

## 経歴

### 生い立ち
カリフォルニア州ヴァン・ナイズで生まれる。プロレスラーを目指しトレーニングを開始するまでは、キア・フォーラムの駐車場で働いていた。

### キャリア初期
2015年にプロレスラーとしてのトレーニングを開始し、同年にデビュー。リングネームはブルーザー・ブロディ、ブロディ・リーに敬意を表しブロディ・キングとした。MLWやPWGに参戦した。
2018年8月31日、AAWレスリングにてACHに勝利し、AAWヘビー級王座を初戴冠した。

### ROH
2018年12月1日にROHと独占契約を結んだ。
2019年、PCOと組んでROHタッグウォーズ・トーナメントで優勝し、ROH世界タッグチーム王座への挑戦権を獲得。3月15日、ROH17周年記念特番でブリスコ・ブラザーズに勝利し、王座を初戴冠した。翌日にはPCO、マーティ・スカルと組んでROH世界6人タッグチーム王座を戴冠し、二冠達成となった。4月6日、G1スーパーカードにてROH世界タッグチーム王座のフェイタル4ウェイマッチでゲリラズ・オブ・ディステニーに敗れ、王座陥落した。
2020年1月11日にROH世界6人タッグチーム王座戦でバンディード、フラミータ、レイ・ホラスに敗れ、王座陥落した。12月10日のPPV『ファイナル・バトル』にてルーシュの持つROH世界王座に挑戦したが、ラ・ベスティア・デル・リングの乱入もあり敗れた。

### 新日本プロレス
2019年1月30日、新日本プロレスのアメリカ大会に初参戦。マーティ・スカルと組んでタッグマッチでK.E.S.と対戦した。同年にはBEST OF THE SUPER Jr.開催期間中に来日し、スカルと組んでタッグマッチで石森太二、外道に勝利した。

### AEW
2022年1月12日、AEWダイナマイトに初登場し、マラカイ・ブラックとタッグチーム「キングス・オブ・ザ・ブラック・スローン」を結成。チームは後に「ハウス・オブ・ブラック」へと改名し、バディー・マシューズが加わった。また、ダービー・アリンと抗争を開始し、8月10日にはアリンとの
棺桶マッチに敗れた。
2023年3月5日のPPV『レボリューション』にてブラック、マシューズと組んでThe Eliteのケニー・オメガ、ヤング・バックスに勝利し、AEW世界トリオ王座を初戴冠した。8月にアンソニー・ボーエンズ、マックス・キャスター、ビリー・ガンに敗れ、王座陥落した。

## 得意技

### フィニッシュホールド
ゴンゾ・ボム

### 打撃技
バックハンド・チョップ

## 獲得タイトル
AEW
- AEW世界トリオ王座：1回

w / マラカイ・ブラック、バディー・マシューズ
- ロイヤル・ランペイジ優勝：1回（2022年）

AAWレスリング
- AAWヘビー級王座：1回

オール・プロレスリング
- ヤングライオンズカップ優勝：1回（2016年）

NWA
- NWA世界タッグチーム王座：1回

w / PCO
オディティ・レスリング・アライアンス
- OWAタッグチーム王座：1回

w / タイラー・ベイトマン
PCWウルトラ
- PCWウルトラ・タッグチーム王座：1回

w / ジ・オールマイティ・シェイク、ジェイコブ・ファトゥ
PWG
- PWG世界タッグチーム王座：1回

w / マラカイ・ブラック
ROH
- ROH世界タッグチーム王座：1回

w / PCO
- ROH世界6人タッグチーム王座：1回

w / PCO、マーティ・スカル
ワールド・シリーズ・レスリング
- WSWタッグチーム王座：1回

w / マーティ・スカル
プロレスリング・イラストレーテッド
- 現役プロレスラーTop500：79位（2019年）、108位（2021年）、154位（2024年）、190位（2023年）、197位（2020年）、461位（2018年）